# Temnothorax africanus
Espèce
Synonymes
- Epimyrma africana (Bernard,  1948)

Temnothorax africanus est une espèce de fourmis appartenant au genre Temnothorax, endémique de l'Algérie en Afrique.

## Sources et références
- (en) Social Insects Specialist Group 1996. Epimyrma adlerzi. 2006 IUCN Red List of Threatened Species (en)